# Єлень (Куявсько-Поморське воєводство)
Єлень (пол. Jeleń) — село в Польщі, у гміні Венцборк Семполенського повіту Куявсько-Поморського воєводства.
Населення — 172 особи (2011).
У 1975-1998 роках село належало до Бидгощського воєводства.

## Демографія
Демографічна структура станом на 31 березня 2011 року:
|          | Загалом | Допрацездатний вік | Працездатний вік | Постпрацездатний вік |
| -------- | ------- | ------------------ | ---------------- | -------------------- |
| Чоловіки | 87      | 20                 | 57               | 10                   |
| Жінки    | 85      | 26                 | 47               | 12                   |
| Разом    | 172     | 46                 | 104              | 22                   |